# Шарџа (град)
Шарџа (арап. الشارقة‎) је трећи по величини град у Уједињеним Арапским Емиратима.

## Партнерски градови
- Гранада